# Milda Vainiutė

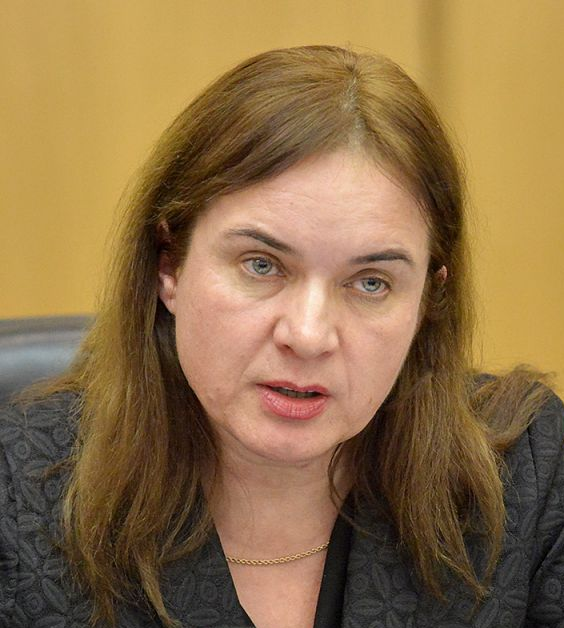
Milda Vainiutė

Milda Vainiutė (* 20. Dezember 1962 in Zirnajai, Rajongemeinde Zarasai; † 13. September 2024 in Rokiškis) war eine litauische Juristin, Verfassungsrechtlerin und Politikerin, Justizministerin Litauens (2016–2018) sowie Professorin der Mykolas-Romeris-Universität.

## Leben
Nach dem Abitur an der Sekundarschule Rokiškis absolvierte Milda Vainiutė 1986 das Diplomstudium der litauischen Philologie an der Vilniaus pedagoginis institutas in der litauischen Hauptstadt Vilnius. Sie wurde Lehrerin der litauischen Sprache und Literatur. Von 1986 bis 1998 arbeitete sie als lituanistische Lehrerin an der 3. Mittelschule und danach am „Romuvos“-Gymnasium in Rokiškis.
Von 1987 bis 1993 absolvierte Milda Vainiutė ein Diplom-Fernstudium des Rechts an der Universität Vilnius und ab 1997 ein LL.M.-Aufbaustudium. Im Jahr 2000 promovierte sie zum Doktor der Rechtswissenschaften an der Justus-Liebig-Universität Gießen zum Thema „Die Verfassungsentwicklung der Republik Litauen unter besonderer Berücksichtigung der Verfassungsgerichtsbarkeit“.
Ab 2000 lehrte Milda Vainiutė als Lektorin, dann bis 2011 als Dozentin am Lehrstuhl für Verfassungsrecht der Rechtsfakultät der Mykolas Romeris-Universität (MRU) in Vilnius. Von 2013 bis 2016 leitete sie als Direktorin das Institut für Verfassungsrecht und Verwaltungsrecht der Rechtsfakultät der MRU. Am 19. April 2007 hielt sie den Gastvortrag Justizreform in Litauen - aktuelle Entwicklungen am Institut für Osteuropäisches Recht der Christian-Albrechts-Universität zu Kiel. Ihre Forschungsschwerpunkte waren vergleichendes Verfassungsrecht, konstitutionelle Stellung der Exekutive und des Parlaments, Staatsform, Menschenrechte.
Ab 2002 arbeitete Milda Vainiutė als Leiterin der Abteilung für Recht und Personal bei der Nationalen Gerichtsverwaltung (Nacionalinė teismų administracija) und von 2000 bis 2002 als Oberspezialistin in der Abteilung für Rechtsgebung und Öffentliches Recht am Justizministerium Litauens. Von 2003 bis Juni 2009 war sie Rechtsberaterin des litauischen Präsidenten Valdas Adamkus. Im Sommer 2009 arbeitete sie als oberste Konsultantin in der Unterabteilung für Personenbedienung und Dokumenteverwaltung.
Von 2011 bis 2016 war Milda Vainiutė Professorin am Institut für Öffentliches Recht der Rechtsfakultät der MRU. Ab dem 2. September 2016 war sie Mitglied der Ethikkommission der Staatsanwälte (sie wurde vom Premierminister Algirdas Butkevičius vorgeschlagen). Ab dem 13. Dezember 2016 war sie Justizministerin im Kabinett Skvernelis. Sie wurde vorgeschlagen, nachdem die Kandidatur des ehemaligen sozialdemokratischen Vizeministers Julius Pagojus abgelehnt wurde. Am 8. März 2018 trat Vainiutė zurück.
Milda Vainiutė war Mitglied in zwei Seimas-Arbeitsgruppen. Eine davon war zur Vorbereitung eines litauischen Verfassungsgesetzes über Doppelte Staatsangehörigkeit.
Vainiutė war parteilos.
Milda Vainiutė sprach englisch, deutsch und russisch.
Milda Vainiutė war ledig und kinderlos.

## Bibliografie
- Die Verfassungsentwicklung der Republik Litauen unter besonderer Berücksichtigung der Verfassungsgerichtsbarkeit. - Vilnius: Lietuvos teisės universiteto Leidybos centras, 2001. - 404 p., 3 lentelės. Bibliogr.: p.
- Šveicarijos konfederacijos Parlamento konstitucinis statusas.  Jurisprudence 1 (115):71-88 (2009).[17]
- The Role and Place of the Preamble in Lithuanian Constitutional Regulation // Lietuvių kalbos kaip valstybinės konstitucinis statusas: pagrindiniai aspektai. 2010
- Indrė Kavoliūnienė, Milda Vainiutė. Governmental Model of French Fifth Republic as the Standard for a Semi-Presidential Republic //Prancūzijos V respublikos valdymo modelis – mišrios (pusiau prezidentinės) respublikos etalonas. Socialinių mokslų studijos, 2011 - [T.] 3(3) (2011), p. 1047–1071.
- The Preamble of the Constitution: The Key to Understanding the Constitutional Regulatory System. Jurisprudencija 19.3 (2012).
- Constitutional Methodology. Article in Logos (Lithuania). January 2013
- Darijus Beinoravičius / Milda Vainiutė, Säkularisierung oder Integration: Zwei Trends der Entwicklung des Rechts, in: RTh 2013 (H. 4), S. 435 ff.
- Eglė Bilevičiūtė, Milda Vainiutė. Asmens teisių gynimas : problemos ir sprendimai : mokslo studija. Includes bibliographical references (pages 667-719).    2014